# چپمن، قلمرو پایتختی استرالیا
چپمن (به انگلیسی: Chapman) یک حومه شهر در استرالیا است که در قلمرو پایتختی استرالیا واقع شده‌است.